# Staniol

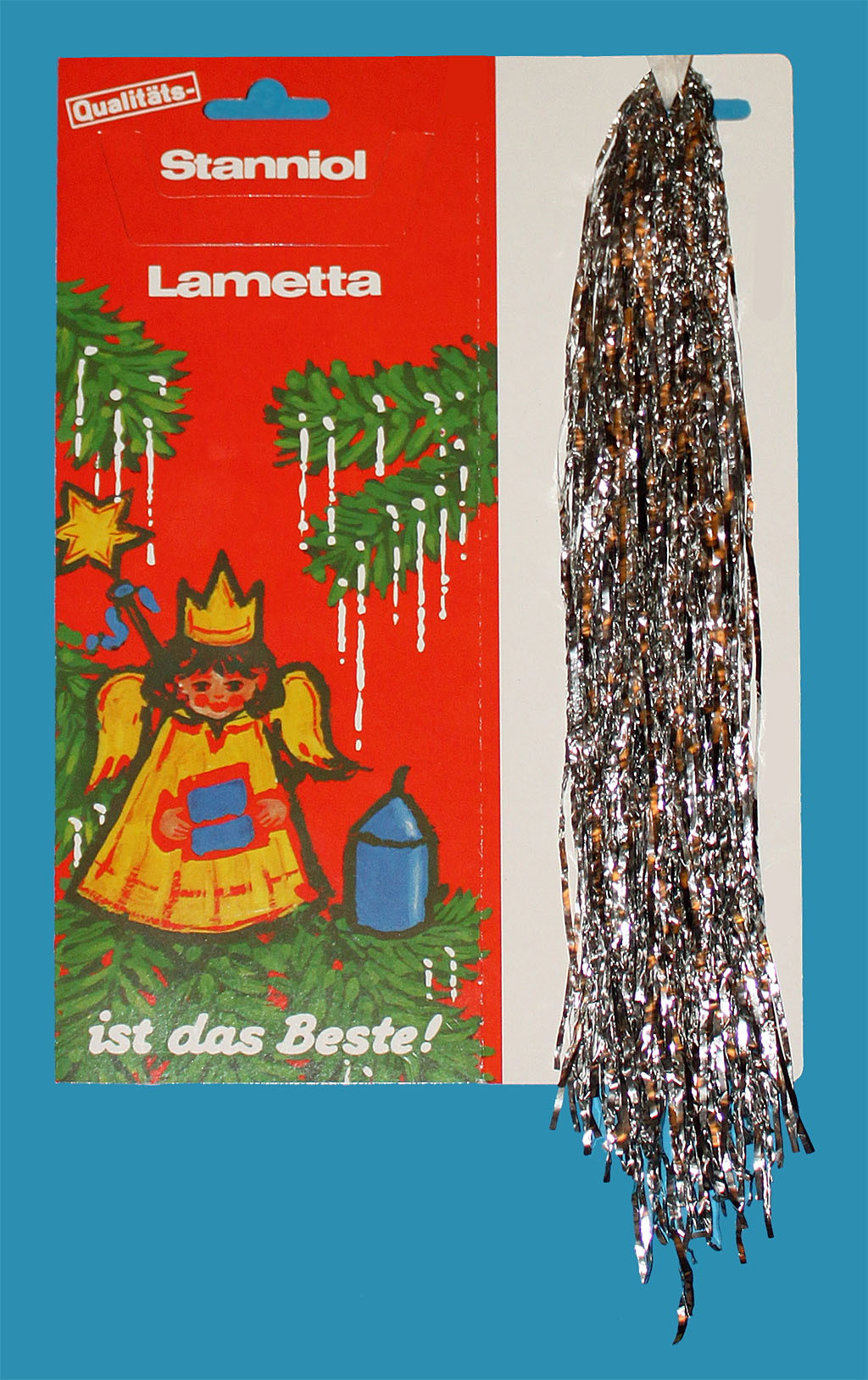
Vánoční dekorace ze staniolu

Staniol je fólie vyrobená z velmi tence vyválcovaného cínu. Český název pochází z latinského názvu pro cín, Stannum. Používal se do poloviny 20. století, pak ho prakticky ve všech aplikacích nahradil levnější a odolnější alobal vyrobený z hliníku. Staniol také dodával potravinám v něm zabaleným mírnou cínovou pachuť, což je jeden z důvodů, proč zde byl zcela nahrazen alobalem. Mimo to se v 19. století používal jako zubní výplň a staniolem byly pokryty první fonografové válečky.
Za druhé světové války byly z letadel shazovány  staniolové lamety (pásky), které měly zabránit zaměření letadel radary.